# Източна Нова Британия
Източна Нова Британия е провинция на Папуа Нова Гвинея. Площта ѝ е 15 274 квадратни километра и има население от 328 369 души (по преброяване от юли 2011 г.). Намира се в часова зона UTC+10. Разделена е на 4 окръга.